# Transistor de pel·lícula prima d'òxid

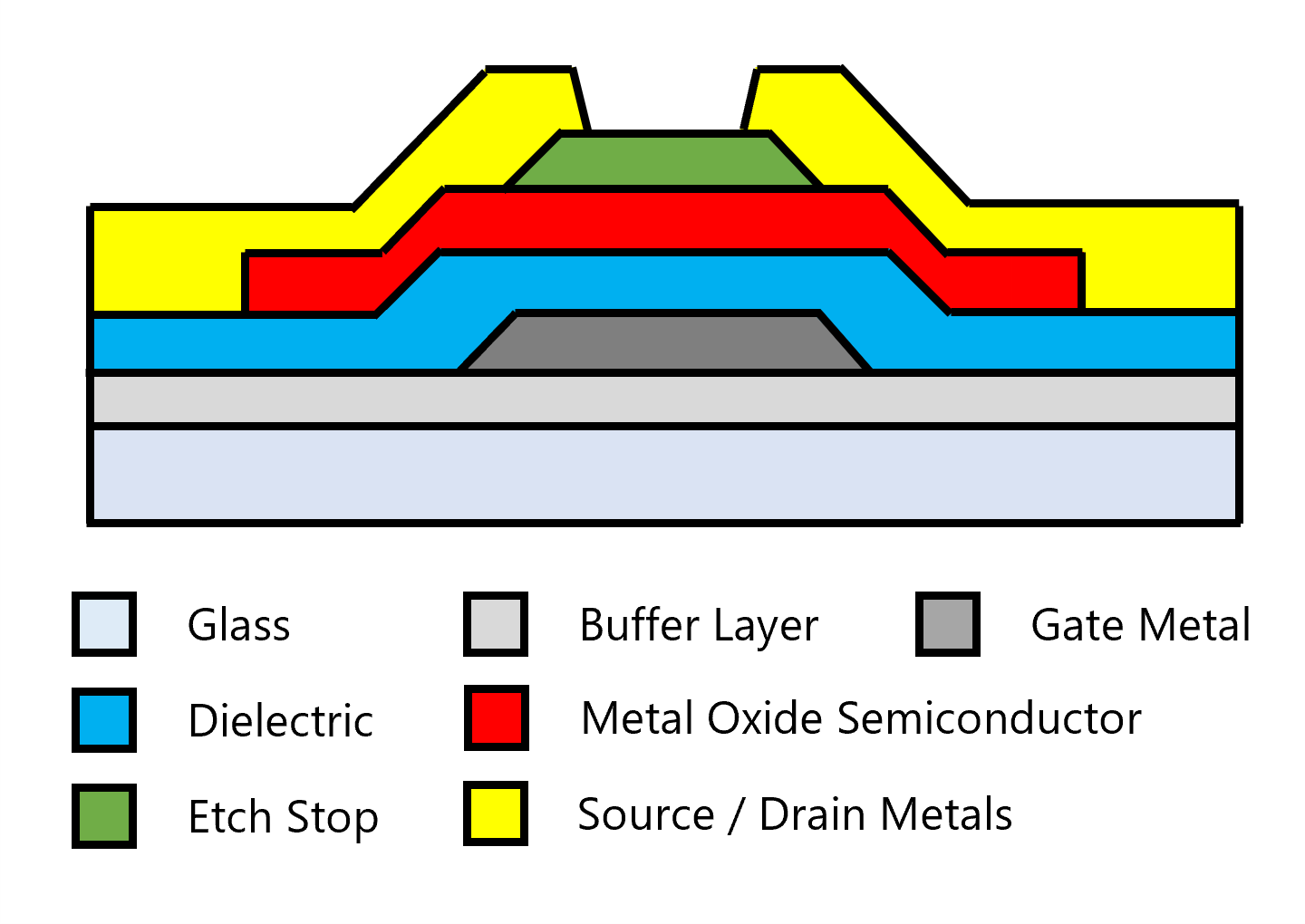
Diagrama de secció transversal d'un transistor de pel·lícula fina d'òxid metàl·lic típic. En aquest cas, "òxid" es refereix a la capa semiconductora entre els elèctrodes font i drenatge.

Un transistor de pel·lícula prima d'òxid (TFT d'òxid) o transistor de pel·lícula prima d'òxid metàl·lic és un tipus de transistor de pel·lícula prima on el semiconductor és un compost d'òxid metàl·lic. Un TFT d'òxid és diferent d'un transistor d'efecte de camp d'òxid metàl·lic (MOSFET) on la paraula "òxid" es refereix al dielèctric de la porta aïllant (normalment diòxid de silici). En una TFT d'òxid, la paraula òxid es refereix al semiconductor. Els TFT d'òxid tenen aplicacions com a amplificadors per subministrar corrent als emissors de la placa posterior de la pantalla.
El primer transistor que utilitzava un òxid metàl·lic com a semiconductor va ser informat l'any 1964 per Klasens i Koelmans als laboratoris de recerca Philips. Tanmateix, els TFT d'òxid poques vegades es van tornar a considerar durant diverses dècades després d'això. No va ser fins a principis de la dècada del 2000 que Hideo Hosono, que estava estudiant òxids conductors transparents, va descobrir que els oxisulfurs i l'òxid de zinc d'indi gal·li es podien utilitzar com a semiconductors en TFT. Poc després, John Wager de la Universitat Estatal d'Oregon va informar de TFT d'òxid que empraven l'òxid binari d'òxid de zinc com a semiconductor.
Els òxids tenen diverses propietats que els fan desitjables sobre el silici amorf hidrogenat (a-Si:H), que era la tecnologia TFT vigent a principis dels anys 2000. En primer lloc, la mobilitat electrònica és aproximadament 100 vegades més gran en els TFT d'òxid. Com que el corrent font-drenatge dels transistors és linealment proporcional a la mobilitat dels electrons, també ho són les propietats d'amplificació. El resultat d'això és que es poden utilitzar transistors més petits per proporcionar el mateix corrent. En una pantalla, això significa que és possible una resolució i una velocitat de commutació més altes.
a-Si:H també pateix problemes d'estabilitat ambiental, com ara l'efecte Staebler-Wronski. Com que els òxids ja estan oxidats, generalment són més estables ambientalment, però experimenten un fenomen anomenat Estrès d'il·luminació de biaix negatiu (NBIS) on el voltatge llindar canvia sota il·luminació constant.
La majoria de TFT d'òxids de tipus n (transport d'electrons) utilitzen semiconductors que tenen un ampli interval de banda; generalment superior a 3 eV. Per aquest motiu són atractius per utilitzar-los en electrònica totalment transparent. El seu ampli marge de banda també significa que tenen un baix corrent de baixa i, per tant, una alta relació d'encesa/apagada; una propietat desitjable per a estats dins i fora ben definits.
Un inconvenient important dels TFT d'òxid és que hi ha molt pocs semiconductors d'òxid metàl·lic de tipus p (transport de forats). Tot i que no és un problema important a l'hora de proporcionar amplificació als emissors, això significa que els semiconductors d'òxid són menys adequats per a la lògica complementària i, per tant, per al processament de la informació.